# Pomnik Piotra Skargi w Krakowie

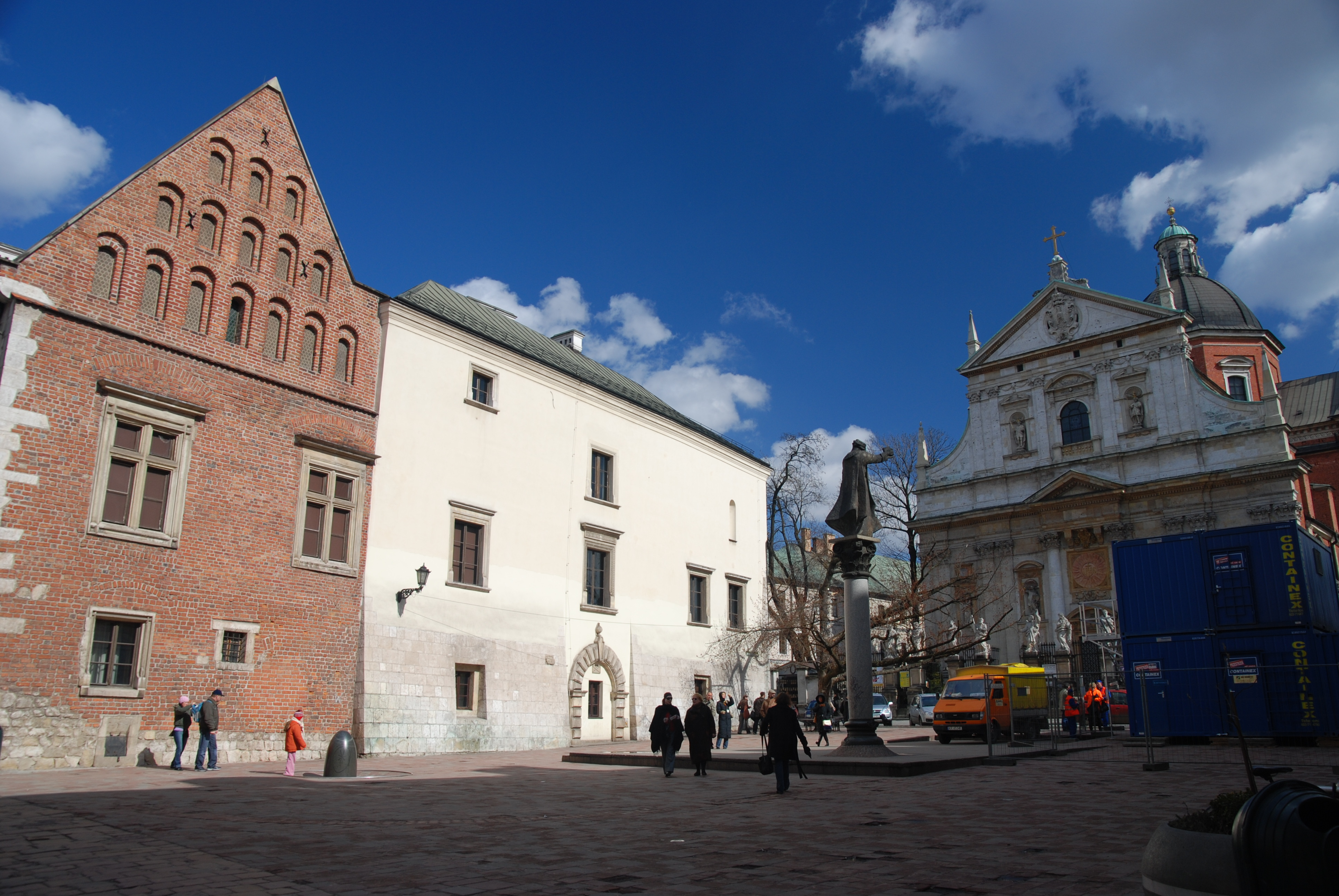
Pomnik Skargi na pl. Marii Magdaleny (z lewej budynek Collegium Iuridicum, z prawej kościół św. Piotra i Pawła)

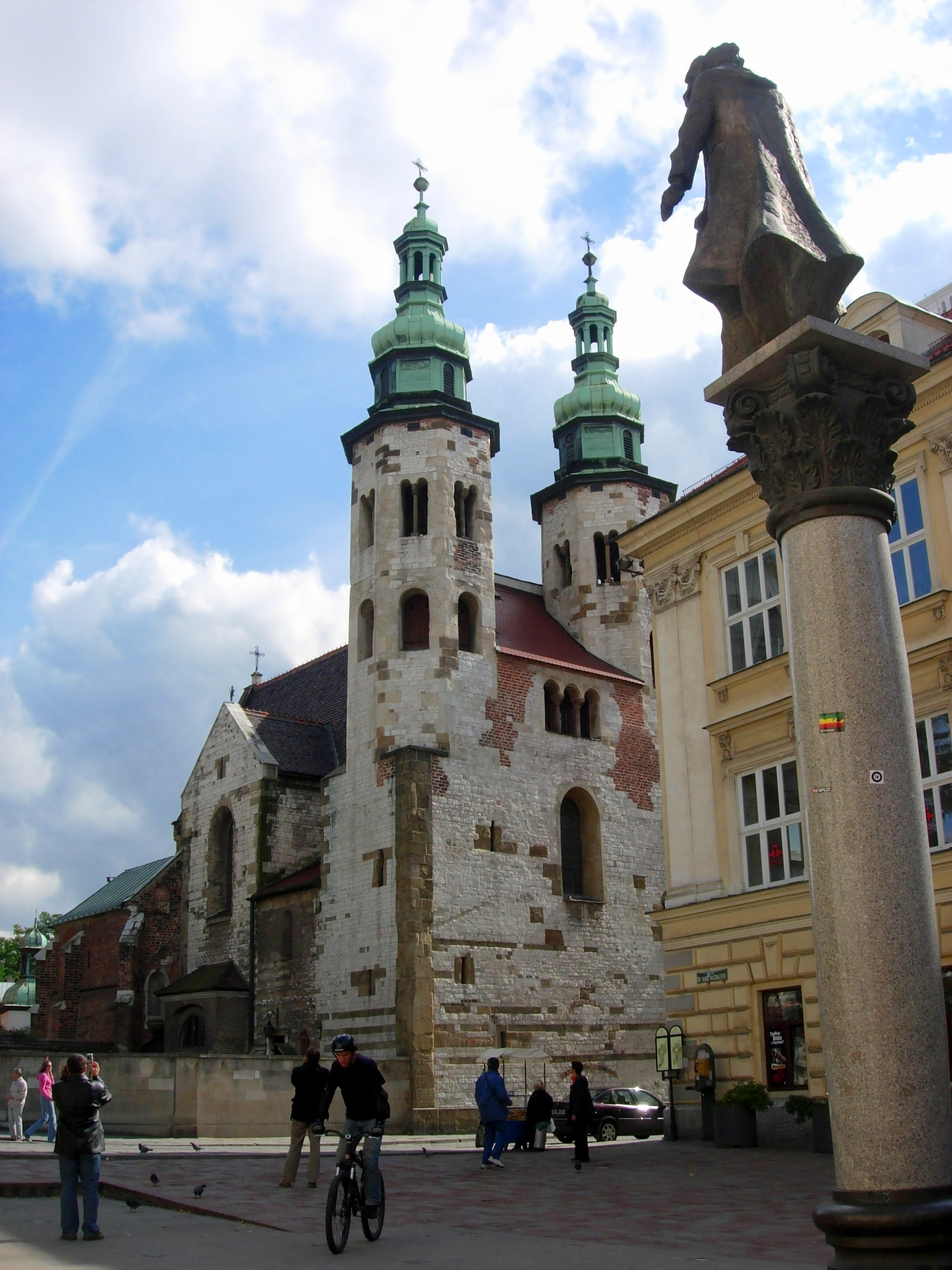
Pomnik Skargi i kościół św. Andrzeja

Pomnik Piotra Skargi w Krakowie – pomnik jezuickiego teologa i kaznodziei, Piotra Skargi, znajdujący się na placu Marii Magdaleny w Krakowie, naprzeciwko kościoła św. Piotra i Pawła, gdzie pochowany jest Skarga. Jego autorem jest Czesław Dźwigaj, a fundatorem Arcybractwo Miłosierdzia.
Pomnik Piotra Skargi został odsłonięty 12 maja 2001 w obecności ówczesnego prezydenta miasta Andrzeja Gołasia, kardynała Franciszka Macharskiego, biskupa Kazimierza Nycza, przedstawicieli Arcybractwa, Kurii i samorządu oraz krakowian.

## Opis
Pomnik składa się z kolumny i znajdującej się na niej postaci. Kolumna ustawiona jest na podwyższeniu, obłożonym drobnymi kostkami. Ma metalową bazę, w kilku miejscach celowo zniszczoną, obłamaną. Jest na niej wygrawerowana inskrypcja:
KS. PIOTR SKARGA-PAWESKI S.J.
WIELKI KAPŁAN I PATRIOTA, AUTOR „KAZAŃ SEJMOWYCH”
ZAŁOŻYCIEL ARCYBRACTWA MIŁOSIERDZIA, STARANIEM KTÓREGO POMNIK TEN WZNIESIONO
W MILLENNIUM BISKUPSTWA KRAKOWSKIEGO I W ROKU WIELKIEGO JUBILEUSZU CHRZEŚCIJAŃSTWA
KIEDY NA STOLICY PIOTROWEJ ZASIADAŁ JAN PAWEŁ II – PAPIEŻ Z RODU POLAKÓW, CZŁONEK ARCYBRACTWA MIŁOSIERDZIA
ANNO DOMINI 2000
Na bazie znajduje się także następująca lista członków komitetu budowy: Paweł Pytko – przewodniczący, Stanisław Abrahamowicz, Małgorzata Chojnacka, Ewa Daniec, Andrzej Gaczoł, Andrzej Kadłuczka, Krystyna Jelonek-Litewka, Aleksander Litewka, ks. Józef Andrzej Nowobilski, Krystyna Sieniawska, ks. Adam Żak T.J oraz lista członków honorowego komitetu budowy: ks. Franciszek kardynał Macharski – arcybiskup metropolita krakowski, ks. biskup Stanisław Dziwisz – prefekt Domu Papieskiego Ojca Świętego Jana Pawła II, prof. dr hab. Andrzej Gołaś – prezydent Stołecznego Królewskiego Miasta Krakowa, Stanisław Handzlik – przewodniczący Rady Stołecznego Królewskiego Miasta Krakowa, dr Ryszard Masłowski – wojewoda małopolski, ks. doc. dr hab. Marian Jakubiec – proboszcz parafii WW Świętych, prof. dr hab. Tadeusz Chrzanowski – SKOZK, prof. dr hab. Franciszek Ziejka – rektor UJ, mec. Zbigniew Chojnacki – brat starszy Arcybractwa Miłosierdzia.
Na kamiennym trzonie kolumny wyryty został pozłacany napis: X. PIOTR SKARGA S.J. 1536-1612. Kapitel kolumny jest kompozytowy. Na nim spoczywa abakus ze stojącą, całopostaciową rzeźbą Piotra Skargi, ustawioną niesymetrycznie, niemal na krawędzi abakusa. Kaznodzieja, ubrany w sutannę i ze stułą na szyi, ma podniesioną do góry prawą rękę, w której trzyma książkę. Z jego szaty spływa w dół, poprzez głowicę i fragment trzonu, metalowy element, przypominający kolec. Twarz kaznodziei opracowana jest dokładnie i realistycznie, w przeciwieństwie do ostro ciętego, jakby fasetowego sposobu kształtowania powierzchni pozostałej części posągu.

## Kontrowersje
Od momentu ustawienia pomnik wywoływał uwagi krytyczne, które dotyczyły zarówno lokalizacji pomnika, jego wyglądu, jak i sposobu realizacji. Pomnik został wykonany bez przeprowadzenia konkursu i konsultacji ze specjalistami (sam Dźwigaj konkurs nazwał bzdurą). Wykonanie rzeźby zleciło Dźwigajowi Arcybractwo Miłosierdzia, a nie miasto. Co więcej, radni o pomniku dowiedzieli się z zaproszenia na jego odsłonięcie. Pozwoleniu na budowę pomnika ks. Piotra Skargi na placu św. Marii Magdaleny wydał Prezydent Miasta Krakowa decyzja nr 182/1A/01 z dn. 16.III.2001, które poprzedziło zezwolenie konserwatorskie nr 300/00 z dnia 2.XII.2000 roku wydane przez Małopolskiego Wojewódzkiego Konserwatora Zabytków. 
Pomnik został ustawiony na placu, którego projekt zagospodarowania, autorstwa Józefa Białasika i Michała Szymanowskiego, został wybrany w drodze konkursu w 1995 roku. Nie przewidywał on wznoszenia na placu żadnych dominujących elementów. Ustawienie pomnika wywołało sprzeciw Białasika i Szymanowskiego, którzy uznali, że miasto, zezwalając na ustawienie pomnika, zrobiło to bez ich zgody i naruszyło ich prawa autorskie. Stowarzyszenie Architektów Polskich złożyło w tej sprawie pozew przeciwko gminie. Jednak Sąd Apelacyjny w Krakowie wyrokiem z dnia 18 czerwca 2003 roku (sygn. akt IACa 510/03) oddalił apelację i zasądził na rzecz Gminy Kraków od każdego z powodów po 600 zł tytułem zwrotu kosztów. Sąd stanął na stanowisku, że umieszczenie pomnika stanowi standardowe wykorzystanie placu i od wieków jest zgodne z przyjętymi zwyczajami.
Prof. Tadeusz Chrzanowski o swoim członkostwie w komitecie honorowym budowy pomnika dowiedział się z napisu na cokole.
W swoim artykule dr hab. Marek Zgórniak zauważył niezbyt wysokie walory artystyczne pomnika. Dostrzegł błędne proporcje Skargi, chwiejny sposób jego ustawienia na kolumnie, przesadny patos oraz połączenie realistycznej głowy z geometryzującym korpusem. Prof. Jacek Purchla powiedział o pomniku: Patetyczny realizm, o genezie bliskiej pomnikom wodzów rewolucji z poprzedniej epoki, jest nie tylko wyraźnym zgrzytem estetycznym w jednym z najpiękniejszych zakątków starego Krakowa, ale i propagowaniem anachronicznej dziś sztuki, a prof. Jacek Woźniakowski: Nie dość, że ksiądz Piotr Skarga wygląda, jakby miał zaraz popełnić samobójstwo, skacząc z kolumny, to jest szkodliwy dla cudownego miejsca, gdzie współgrają ze sobą wszystkie style architektoniczne. Monika Branicka uznała pomnik za brzydki, o estetyce „cepeliowskiej” i psujący otoczenie, a o Skardze napisała: przedstawiony został w chwili, kiedy potyka się o wystający z niej [kolumny] trzpień (?), z ręki zaś wypada mu księga z napisem „Kazania”. Pomnik Skargi krytykował także na łamach „Gazety Wyborczej” dziennikarz i felietonista Stanisław Mancewicz.
Wkrótce po odsłonięciu anonimowa osoba w nocy przyczepiła do pomnika kartkę ze zdaniem: Czesław, nie Dźwigaj więcej takich pomników, bo znów będą same Skargi. Krakowianie. O usunięcie pomnika postulowali: Stowarzyszenie Historyków Sztuki, Związek Polskich Artystów Plastyków i Stowarzyszenie Architektów Polskich. W 2001 rzeźba zwyciężyła w plebiscycie Archi-Szopa dla najgorszej budowli Krakowa.
Natomiast przeciwni usunięciu rzeźby są: Stowarzyszenie Kultury Chrześcijańskiej im. ks. Piotra Skargi, które 25 lutego 2008 wystosowało list protestacyjny do Prezydenta Miasta Krakowa, zawierający m.in. zdanie: Protestujemy przeciwko uleganiu przez władze miasta środowiskom krakowskiej liberalnej kołtunerii i „Gazecie Wyborczej”, która wzięła sobie na cel symbol jakim stał się dla krakowian pomnik ks. Piotra Skargi oraz „Nasz Dziennik”, który uważa pomysł ten za wywodzący się z liberalnych i lewicowych środowisk.
Na początku 2008 roku prezydent miasta Jacek Majchrowski oraz sam rzeźbiarz wyrazili zgodę na przeniesienie pomnika na dziedziniec Collegium Broscianum. Prawdopodobnie miałoby się to odbyć przy okazji remontu nawierzchni placu Marii Magdaleny.